# Университет Аль-Азхар (Газа)
Университет Аль-Азхар (араб. جامعة الأزهر بغزة‎) — общественное, некоммерческое и независимое высшее учебное заведение Палестинской автономии в городе Газа.

## История
Основан в городе Газа в 1991 году. В разгар Первой интифады палестинский лидер Ясир Арафат издал в сентябре 1991 года указ о создании палестинского национального университета. AUG был открыт 18 октября 1991 года в двухэтажном здании с 725 студентами, обучающимися на двух факультетах; факультет образования и факультет шариата и права (ныне юридический факультет).
В 1992 году были созданы ещё четыре факультета: Фармацевтический факультет, факультет сельского хозяйства и окружающей среды, факультет естественных наук, факультет искусств и гуманитарных наук, а затем и факультет экономики и административных наук.
Факультет прикладных медицинских наук был создан на другом этапе развития AUG в 1997 году для удовлетворения медицинских потребностей палестинской общины сектора. В 1999 году медицинским факультетом университета был открыт филиал в палестинском Университете Аль-Кудс в Абу-Дис.
Факультет инженерных и информационных технологий был основан в 2001 году, для изучения новых знаний и технологий. В 2007 году был открыт факультет стоматологии для улучшения ухода за полостью рта в палестинской общине. Факультет Шариата был вновь открыт в 2009 году как отдельный факультет.
В 2015 году было открыто в новом кампусе в районе Аль-Муграка здание центра экологических наук и сельского хозяйства имени короля Хасана II. Строительство этого здания финансировалось королём Марокко Мухаммедом VI. Два здания, зрительный зал и факультет искусств и гуманитарных наук финансировались Саудовским фондом развития в новом кампусе в Аль-Муграке.
Подвергся бомбардировке израильской авиации 6 ноября 2023 года в ходе войны в Газе.

## Факультеты
- Факультет сельского хозяйства и окружающей среды
- Факультет прикладных медицинских наук
- Факультет искусств и гуманитарных наук
- Факультет стоматологии
- Факультет экономики и управления
- Факультет инженерных и информационных технологий
- Педагогический факультет
- Факультет права
- Медицинский факультет
- Фармацевтический факультет
- Факультет наук
- Шариатский факультет